# Kjøbenhavns Boldklub
Kjøbenhavns Boldklub ist der älteste Fußballklub außerhalb Großbritanniens. Der dänische Verein wurde am 26. April 1876 in Kopenhagen gegründet. Fußball wird seit 1879 gespielt. Die erste Mannschaft des Vereins bildet seit 1992 zusammen mit der ersten Mannschaft des Boldklubben 1903 den FC Kopenhagen. Die Nachwuchsmannschaften bestehen weiterhin getrennt.

## Ältester Klub Kontinentaleuropas?
Der Kjøbenhavns Boldklub wurde 1876 gegründet, jedoch wurde Association Football („Verbandsfußball“) erst 1879 eingeführt. Im selben Jahr am 19. April wurde der Schweizer Klub FC St. Gallen gegründet. Es soll jedoch vor allem in der Schweizer Romandie schon früher Fußballklubs gegeben haben, die jedoch wieder aufgelöst wurden.
Der französische Klub Le Havre AC existiert zwar seit 1872, jedoch ist dieses Datum nicht gesichert und Association Football soll dort erst 1892 eingeführt worden sein. Davor soll Rugby gespielt worden sein. In Europa existieren zudem viele früher gegründete polysportive Vereine wie der TSV 1860 München oder der SSV Ulm 1846, deren Fußballabteilungen jedoch erst später entstanden.
Somit ist nach heutigem Wissensstand der Kjøbenhavns Boldklub zusammen mit dem FC St. Gallen 1879 der älteste noch bestehende Fußballklub Kontinentaleuropas.

## Bekannte ehemalige Spieler
In Klammern: Zeit der Vereinszugehörigkeit als Spieler
- Michael Laudrup (1976–1981)
- Kristian Middelboe (1898–1910)
- Poul Nielsen (1907–1927)
- Torben Piechnik (1982–1987)
- Ole Qvist (1970–1987)

## Sportliche Erfolge
- Dänische Fußballmeisterschaft
  - Meister: 1913, 1914, 1917, 1918, 1922, 1925, 1932, 1940, 1948, 1949, 1950, 1953, 1968, 1974, 1980
  - Vize-Meister: 1916, 1929, 1931, 1939, 1943, 1946, 1947, 1954, 1959, 1960, 1961, 1969, 1979
  - Dritter: 1935, 1938, 1942, 1964, 1966, 1973, 1976,
- Dänischer Fußballpokal
  - Sieger: 1969
  - Finalist: 1958, 1961, 1965, 1966, 1984
- Europapokal der Landesmeister
  - 2. Runde: 1981/82
- Europapokal der Pokalsieger
  - 1. Runde: 1984/85
- UEFA-Pokal
  - 2. Runde: 1977/78
- Messestädte-Pokal
  - Viertelfinale: 1960/61

## Statistik
| Spielzeit | Liga        | Platz |
| --------- | ----------- | ----- |
| 1945/46   | 1. Division | 02.   |
| 1946/47   | 1. Division | 02.   |
| 1947/48   | 1. Division | 01.   |
| 1948/49   | 1. Division | 01.   |
| 1949/50   | 1. Division | 01.   |
| 1950/51   | 1. Division | 10.   |
| 1951/52   | 2. Division | 01.   |
| 1952/53   | 1. Division | 01.   |
| 1953/54   | 1. Division | 02.   |
| 1954/55   | 1. Division | 04.   |
| 1955/56   | 1. Division | 09.   |
| 1956/57   | 1. Division | 05.   |
| 1958      | 1. Division | 07.   |
| 1959      | 1. Division | 02.   |
| 1960      | 1. Division | 02.   |

| Spielzeit | Liga        | Platz |
| --------- | ----------- | ----- |
| 1961      | 1. Division | 02.   |
| 1962      | 1. Division | 04.   |
| 1963      | 1. Division | 07.   |
| 1964      | 1. Division | 03.   |
| 1965      | 1. Division | 06.   |
| 1966      | 1. Division | 03.   |
| 1967      | 1. Division | 07.   |
| 1968      | 1. Division | 01.   |
| 1969      | 1. Division | 02.   |
| 1970      | 1. Division | 10.   |
| 1971      | 1. Division | 04.   |
| 1972      | 1. Division | 10.   |
| 1973      | 1. Division | 03.   |
| 1974      | 1. Division | 01.   |
| 1975      | 1. Division | 04.   |

| Spielzeit | Liga        | Platz |
| --------- | ----------- | ----- |
| 1976      | 1. Division | 03.   |
| 1977      | 1. Division | 07.   |
| 1978      | 1. Division | 06.   |
| 1979      | 1. Division | 02.   |
| 1980      | 1. Division | 01.   |
| 1981      | 1. Division | 07.   |
| 1982      | 1. Division | 15.   |
| 1983      | 2. Division | 01.   |
| 1984      | 1. Division | 15.   |
| 1985      | 2. Division | 01.   |
| 1986      | 1. Division | 10.   |
| 1987      | 1. Division | 11.   |
| 1988      | 1. Division | 13.   |
| 1989      | 2. Division | 01.   |
| 1990      | 1. Division | 13.   |
| 1991      | 1. Division | 07.   |